# خدنگ دم‌سفید
خدنگ دم‌سفید (نام علمی: Ichneumia albicauda) نام یک گونه از تیره خدنگ است.